# جغرافي
الجُغْرافِيّ، هو عالم الجغرافيا، مساحته من الدراسة هي الجغرافيا بشتى فروعها بشكل أساسي، ودراسة البيئة الطبيعية للأرض والمجتمع البشري.
على الرغم من أن المعروف تاريخياً أن الجغرافيين هم الذين يتخذون من صنع الخرائط مجالاً لهم. وفي الواقع صنع الخريطة هو جزء من علم الخرائط، أي أنه علم فرعي من فروع الجغرافيا. الجغرافيين لا يعنون بدراسة تفاصيل البيئة الطبيعية أو المجتمع البشري فقط؛ ولكنهم مهتمون أيضاً بدراسة العلاقة المتبادلة بين الاثنين. فعلى سبيل المثال، أن عليه أن يدرس كيفية إسهام البيئة الطبيعية في المجتمع البشري، والعكس صحيح، والاثنين معاً، وعلى وجه الخصوص، يدرس الجغرافيون الفيزيائيون البيئة الطبيعية في حين يدرس الجغرافيون البشريون المجتمع البشري. والجغرافيون الحديثون هم الممارسون الأساسيون لنظام المعلومات الجغرافية، الذين غالبا ما يستخدمون من قبل الوكالات الحكومية المحلية والولائية والاتحادية، وكذلك في القطاع الخاص من قبل الشركات البيئية والهندسية. هناك لوحة معروفة من قبل يوهانس فيرمير بعنوان الجغرافيا، والتي غالبا ما ترتبط بالفيرمير في الفلك، على حد سواء يعتقد أن هذه اللوحات تمثل النفوذ المتزايد وازدياد بروز البحث العلمي في أوروبا في وقت اللوحة (1669-1668).

## أبرز الجغرافيين
- إراتوستينس (276 ق.م – 195ق.م)، اشتهر بحساب محيط الأرض.[2]
- سترابو (64 ق.م – 24م)، جغرافي ومؤرخ وفيلسوف روماني.[3]
- بطليموس (100م – 180م)، مؤلف كتاب (الجغرافيا)[4]، و(المجسطي).
- المسعودي (895 – 957م)، جغرافي ومؤرخ عربي مسلم.[5]
- الإدريسي (1100–1165م)، اول من ابتكر خارطة مجسمة للأرض من الفضة، وقسم العالم إلى سبعة أقاليم.[6]
- جيراردوس مركاتور (1512–1594م)، هو رسام خرائط، وصاحب إسقاط مركاتور الأسطواني.[7]
- ألكسندر فون هومبولت (1769–1859م)، جغرافي ومستكشف، ورسام خرائط، وعالم التاريخ الطبيعي، و مؤلف كتاب الكون.[8]
- أرنولد هنري(1807–1884م)، جغرافي وجيولوجي أمريكي سويسري.
- جون فرانكون (1854–1911م)، مؤلف كتاب جغرافية المحيطات.[9]
- كارل ريتر (1859–1779م)، جغرافي ألماني، شغل منصب مدرس الجغرافيا الأول في جامعة برلين.
- إلين تشرشل سيمبل (1863–1932م)، أول رئيسة لرابطة الجغرافيين الأمريكيين.
- يوفان سفييتش (1865–1927م)، جغرافي، وجيولوجي، وعالم اجتماع، وجغرافي بشري، يعد الأب في الجيومورفولوجيا الكارستية.